# 스티븐 엘롭

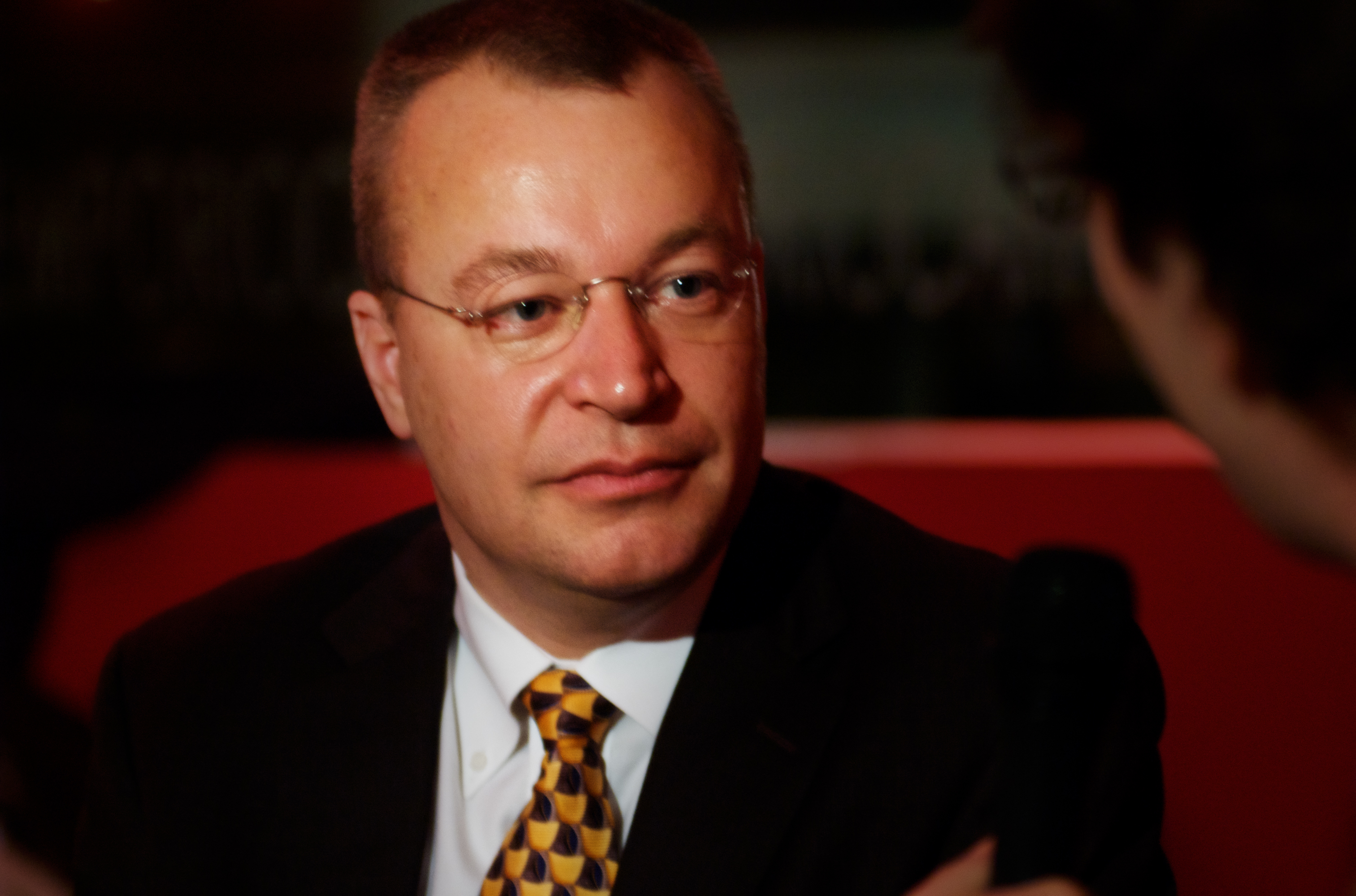
2008년 모습

스티븐 엘롭(Stephen Elop, 1963년 12월 31일 ~ )은 캐나다 사업가로 가장 최근에는 2016년 4월부터 호주 통신 회사인 텔스트라에서 근무했다. 과거에 그는 노키아에서 최초의 비핀란드인 CEO로 근무했으며 나중에는 기기 및 서비스 담당 부사장으로 근무했다. 마이크로소프트 비즈니스 부문 책임자, 주니퍼 네트웍스의 COO, 어도비 시스템즈의 전 세계 현장 운영 사장, 매크로미디어의 여러 고위 직책, 보스턴 치킨의 CIO 등을 역임했다.
2010년부터 2014년까지 노키아 CEO로 불운한 재직을 한 것으로 가장 잘 알려져 있는데, 여기에는 "불타는 플랫폼"(burning platform) 메모, 회사와 마이크로소프트의 파트너십 등의 논란이 포함되며 이로 인해 윈도우 폰 소프트웨어 독점의 결과를 나았다. 그는 자신의 결정 중 일부에 대해 비판을 받았고 그 결과 회사는 재정적으로나 시장 점유율 모두에서 막대한 손실을 입었다. 당시 마이크로소프트 장치 그룹의 책임자로서 엘롭은 루미아 휴대폰, 서피스 프로 3 및 엑스박스 원을 포함한 마이크로소프트의 다양한 제품을 담당했다. 2016년 1월부터 그는 원래 1980년대에 공부했던 맥마스터 대학교의 공학부 내에서 상주 엔지니어링 임원으로 활동했다.